# Yoko-Betougou
Yoko-Betougou est un village camerounais de la région de l'Est. Il se situe dans le département de Lom-et-Djérem et il dépend de la commune de Bélabo et du canton de Pol.
Il se trouve au carrefour des routes allant à Bertoua, à Deng-Deng, à Ndemba II, Ebaka et Diang. 
On peut aussi le trouver orthographié Yoko-Betugu. 

## Population
D'après le recensement de 1966, Yoko-Betougou comptait 305 habitants. Il en comptait 346 en 2005.

## Infrastructures
Le plan communal de développement de Bélabo prévoit la réhabilitation des salles de classe de l'EP de Yoko-Betougou. 

## Annexe